# Adam Bodnar
Pour les articles homonymes, voir Bodnar.
Adam Piotr Bodnar, né le 6 janvier 1977 à Trzebiatów, est un juriste polonais, militant des droits de l'homme, vice-président de la Fondation Helsinki pour les droits de l'homme (Comité Helsinki) de 2010 à 2015, médiateur des droits civiques de la république de Pologne de septembre 2015 à juillet 2021 et ministre de la Justice du 13 décembre 2023 au 24 juillet 2025.

## Biographie
Adam Piotr Bodnar achève en 1999 des études de droit à la faculté de droit et d'administration de l'université de Varsovie, puis passe en 2000, un master of Laws (droit constitutionnel comparé) à l'université d'Europe centrale de Budapest. En 2006, il reçoit un doctorat en droit à l'université de Varsovie avec une thèse intitulée Citoyenneté multiniveaux dans la Constitution européenne.
Encore étudiant, il s'engage dans l'association antiraciste Stowarzyszenie „Nigdy Więcej” (pl) (Jamais plus). Il travaille dans un cabinet juridique jusqu'en 2004 avant d'être recruté par la Fondation Helsinki pour les droits de l'homme (pl) (FHDH) où il coordonne le Programme des litiges (Program Spraw Precedensowych). Nommé maître de conférences au département des droits de l'homme de la faculté de droit et d'administration, il devient membre du CA puis vice-président de la FHDH. Il est également expert auprès de l'Agence des droits fondamentaux de l'Union européenne et de l'Institut européen pour l'égalité entre les hommes et les femmes et membre du conseil d'administration du Fonds des Nations unies pour les victimes de tortures. Il a présidé les ONG Fundacja Panoptykon (pl) et Association Zbigniew Holda.
En 2015, il devient médiateur des droits civiques (pl) de la république de Pologne, élu à l'initiative de parlementaires du centre (PO, PSL), de gauche (SLD) et non-inscrits.
Après la fin de son mandat de cinq ans, il se maintient à son poste faute de consensus sur la nomination de son successeur. Le 15 avril 2021, le Tribunal constitutionnel lui ordonne de quitter ses fonctions sous trois mois. 
Le 13 décembre 2023, il devient ministre de la Justice dans le gouvernement de Donald Tusk. Il quitte son poste le 24 juillet 2025.

## Distinction
Il a reçu en 2011 le prix de la Tolérance Lambda Warszawa (en) pour son action en faveur des droits des personnes LGBT.

## Publications
- The emerging constitutional law of the European Union. German and Polish perspectives (coll., 2003)
- Introduction to Polish Law (avec Stanisław Frankowski), 2005
- Przekonania moralne władzy publicznej a wolność jednostki. Materiały z konferencji z dnia 23 stycznia 2006 r. (coll, 2007)
- Obywatelstwo wielopoziomowe. Status jednostki w europejskiej przestrzeni konstytucyjnej (2008)
- Orientacja seksualna i tożsamość płciowa. Aspekty prawne i społeczne (coll., 2009)
- Fakt vs. Opinia. Rozważania na kanwie sprawy Michnik vs. Zybertowicz. Materiały z konferencji zorganizowanej przez Obserwatorium Wolności Mediów w Polsce w dniu 26 marca 2009 roku (2010)
- Pr@wo w sieci. Korzyści czy zagrożenia dla wolności słowa? Materiały z konferencji zorganizowanej przez Obserwatorium Wolności Mediów w Polsce w dniu 11 maja 2009 roku (coll., 2010)
- Wolność słowa w prasie lokalnej. Prasa lokalna a normy ochrony konkurencji i pluralizm medialny. Materiały z konferencji zorganizowanej przez Obserwatorium Wolności Mediów w Polsce w dniu 29 października 2009 roku (coll., 2010)
- Postępowania dyscyplinarne w wolnych zawodach prawniczych – model ustrojowy i praktyka. Materiały z konferencji z dnia 5 marca 2012 r. (coll., 2013)
- Listy od przyjaciół. Księga pamiątkowa dla Profesora Wiktora Osiatyńskiego (réd. scient., 2015)
- Ochrona praw obywatelek i obywateli Unii Europejskiej. 20 lat – osiągnięcia i wyzwania na przyszłość (coll., 2015)
- Wpływ Europejskiej Konwencji Praw Człowieka na funkcjonowanie biznesu (coll., 2016)[7]